# (29184) 1990 SL10
1990 أس أل 10 (ويعرف أيضًا باسم (29184) 1990 أس أل 10 وفق تسمية الكوكب الصغير) (بالإنجليزية: 1990 SL10)‏ هو كويكب ضمن حزام الكويكبات؛ وترتيبه 29184 من حيث الاكتشاف.
اكتُشف هذا الجُرم الفلكي بواسطة C. Michelle Olmstead ‏ في 17 سبتمبر 1990.

## وصلات خارجية
- (29184) 1990 SL10 في قاعدة بيانات مختبر الدفع النفاث لأجرام النظام الشمسي الصغيرة

- الاكتشاف · مخطط المدار ·  العناصر المدارية · المعلمات المادية

- (29184) 1990 SL10 على موقع ويكي سكاي: DSS2, SDSS, GALEX, IRAS, Hydrogen α, X-Ray, Astrophoto, Sky Map, Articles and images